# Ferrovia Teramo-Giulianova
La ferrovia Teramo-Giulianova è una linea ferroviaria italiana di interesse regionale che collega la città di Teramo con la città di Giulianova e con la ferrovia Adriatica. Tale infrastruttura avrebbe dovuto far parte, secondo i progetti iniziali, di un collegamento più esteso verso le città di Roma e L'Aquila, il quale non venne però mai realizzato.

## Storia

Linee ferroviarie nella regione Sabina (da Rieti e la regione Sabina, Palmegiani Francesco, 1932).

La ferrovia Teramo-Giulianova fu costruita in seguito alla sua inclusione nell'elenco delle ferrovie complementari previste dalla cosiddetta Legge Baccarini del 29 luglio 1879, n. 5002. 
I lavori procedettero spediti e fu inaugurata alle ore 14:15 del 15 luglio 1884. 
La stazione terminale di Teramo fu realizzata di tipologia passante in previsione di una possibile prosecuzione del tracciato già realizzato. La tratta faceva infatti parte di un più vasto progetto che, originariamente, prevedeva di realizzare il più breve collegamento tra la ferrovia Adriatica, dalla stazione di Giulianova, e Roma attraversando le città di L'Aquila e di Rieti. Tale progetto risaliva al 1855 ed era stato oggetto di studio da parte del governo borbonico. Dopo l'unità d'Italia era stato riproposto, il 10 aprile del 1865, dal deputato Francesco Sebastiani alla Camera dei deputati  e, nel 1873 nuovamente, dall'on. Settimio Costantini. 
Il progetto di proseguimento, con l'apertura della Roma-Sulmona, fu del tutto abbandonato. Negli anni venti si riaccesero le speranze con la costruzione della ferrovia L'Aquila-Capitignano inaugurata nel 1922. La successiva tratta di collegamento che doveva valicare il Gran Sasso rimase allo stato di progetto dato che non si decise sulla scelta tra un collegamento diretto passante per Isola del Gran Sasso tramite una galleria di 7 km sotto il monte o un collegamento montano di 57 km che lo aggirava a nord. La successiva stretta economica di fine anni trenta che vide la soppressione anche della ferrovia L'Aquila-Capitignano fece tramontare definitivamente l'antico progetto.
La ferrovia apparteneva alla Rete Adriatica e venne esercita dalla Società Italiana per le strade ferrate meridionali, fino alla statalizzazione delle ferrovie italiane avvenuta nel 1905, data dalla quale l'esercizio passò alle Ferrovie dello Stato (FS).
A partire dall'agosto 1993 venne introdotto l'esercizio a spola, successivamente abbandonato.
Nel 2001, con la costituzione di Rete Ferroviaria Italiana, quest'ultima società divenne il gestore della linea.
L'11 ottobre 2003 è stata attivata la trazione elettrica: la trazione era stata prima a vapore e successivamente termica con impiego di automotrici e di locomotive dalla fine degli anni settanta.
Nel 2016 è stata ricostruita la soppressa Stazione di Nepezzano-Piano d'Accio
.

## Caratteristiche
| Unknown route-map component "exLCONTg" |

| Unknown route-map component "KBHFxa" |

| Stop on track |

| Small arched bridge over water |

| Station on track |

| Stop on track |

| Stop on track |

| Stop on track |

| Unknown route-map component "SKRZ-Au" |

| Unknown route-map component "eBHF" |

| Unknown route-map component "CONTgq" | Unknown route-map component "ABZg+r" |  |

| Station on track |

|  | One way leftward | Unknown route-map component "CONTfq" |

La linea è una ferrovia a binario semplice e elettrificato in corrente continua a 3 000 volt. La gestione dell'infrastruttura è affidata a Rete Ferroviaria Italiana (RFI).
È munita di Sistema Controllo Marcia Treno e di Controllo Centralizzato del Traffico.
Esercita dal Dirigente Centrale Operativo con sede a Pescara, fa uso del regime di circolazione Blocco Conta Assi consentendo una velocità massima di circa 120 km/h (rango C).

## Traffico
I convogli provenienti da Teramo proseguono nella quasi totalità dei casi sulla ferrovia Adriatica in direzione Pescara.
Il servizio di trasporto pubblico ferroviario regionale viene svolto da Trenitalia e dalla Sangritana sulla direttrice Teramo-Giulianova-Pescara-Chieti.
Ci sono anche dei treni che si spingono più a sud, fino alla stazione di Termoli, ed altri che hanno come destinazione Avezzano, Sulmona e Torre de' Passeri.
Dal 2008, con l'apertura della nuova tratta ferroviaria completamente in variante, della ferrovia San Vito-Lanciano, la società Ferrovia Adriatico-Sangritana S.p.A. effettua servizio regionale collegando Teramo con la nuova stazione di Lanciano.
I treni che provengono da Teramo devono invertire il senso di marcia per proseguire per Pescara in direzione sud.